# Schierke
Schierke est une localité allemande, rattachée administrativement à la ville de Wernigerode, dans l'arrondissement de Harz en Saxe-Anhalt. Avant le 1er juillet 2009, elle était une commune à part entière. C'est une station climatique reconnue par l'état en 2002.

## Géographie

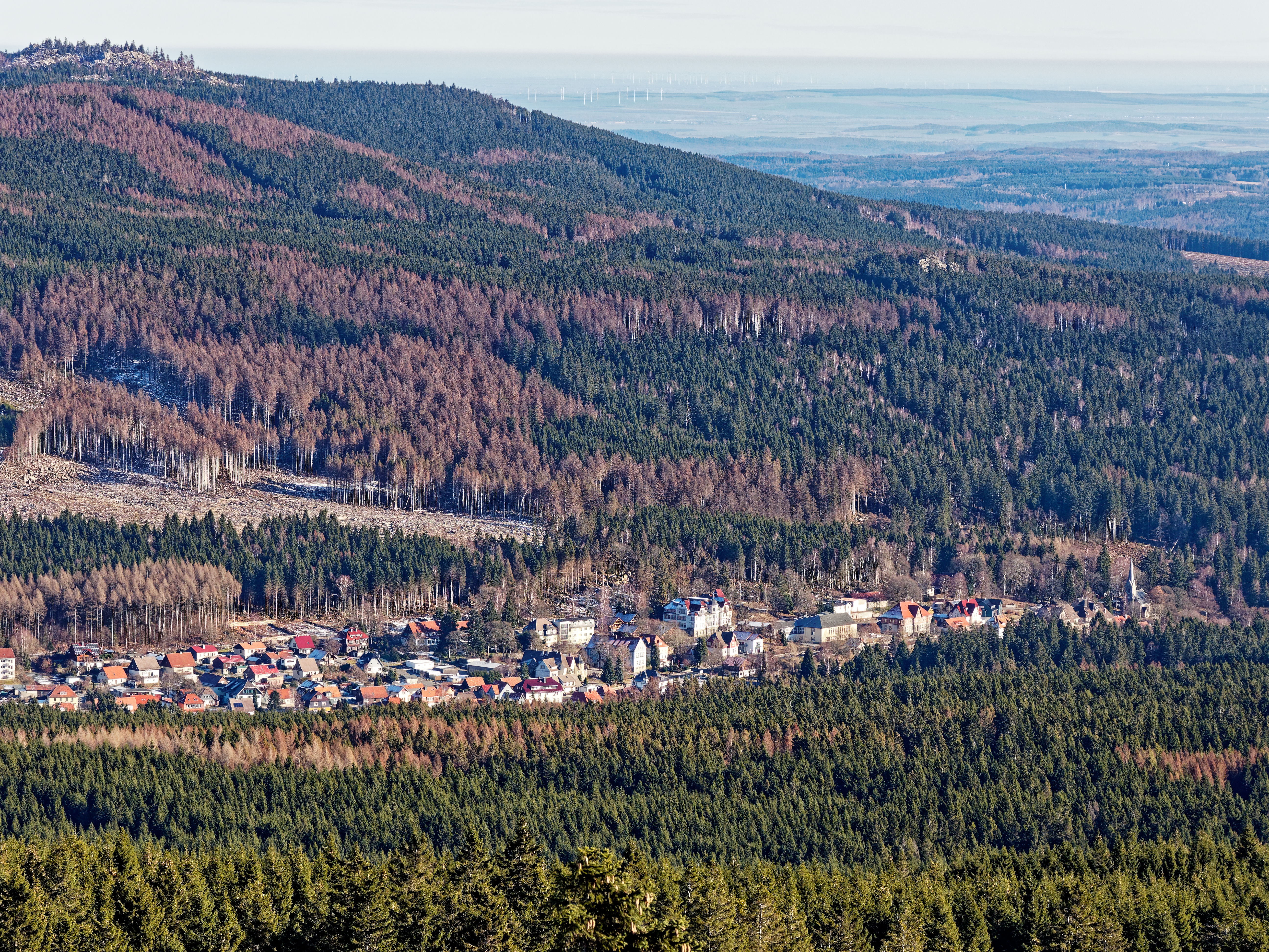
Vue sur Schierke depuis le Wurmberg.

Le lieu se trouve au pied sud-est du Brocken, le point culminant de la montagne du Harz. Schierke est située dans la vallée de la Bode (Kalte Bode), entourée des montagnes boisées et jouxte au nord le parc national du Harz. L'ancienne frontière interallemande se trouvait dans les forêts vers le Wurmberg bien à l'ouest du village.
La gare de Schierke est raccordée au réseau des chemins de fer à voie étroite du Harz (Harzer Schmalspurbahnen). 

## Histoire
Une scierie à Schircke fut évoqué pour la première fois en 1588/91. La région de montagne était la propriété des comtes de Stolberg-Wernigerode. Une première église protestante fut inaugurée le 21 août 1691. Johann Wolfgang von Goethe a visité le lieu en 1784 ; une scène de la tragédie Faust se déroule dans la « montagne du Harz, contrée de Schierke et Elend ». L'actuelle Berkirche en style néogothique a été construite à l'initiative du comte Otto zu Stolberg-Wernigerode entre 1876 et 1881.

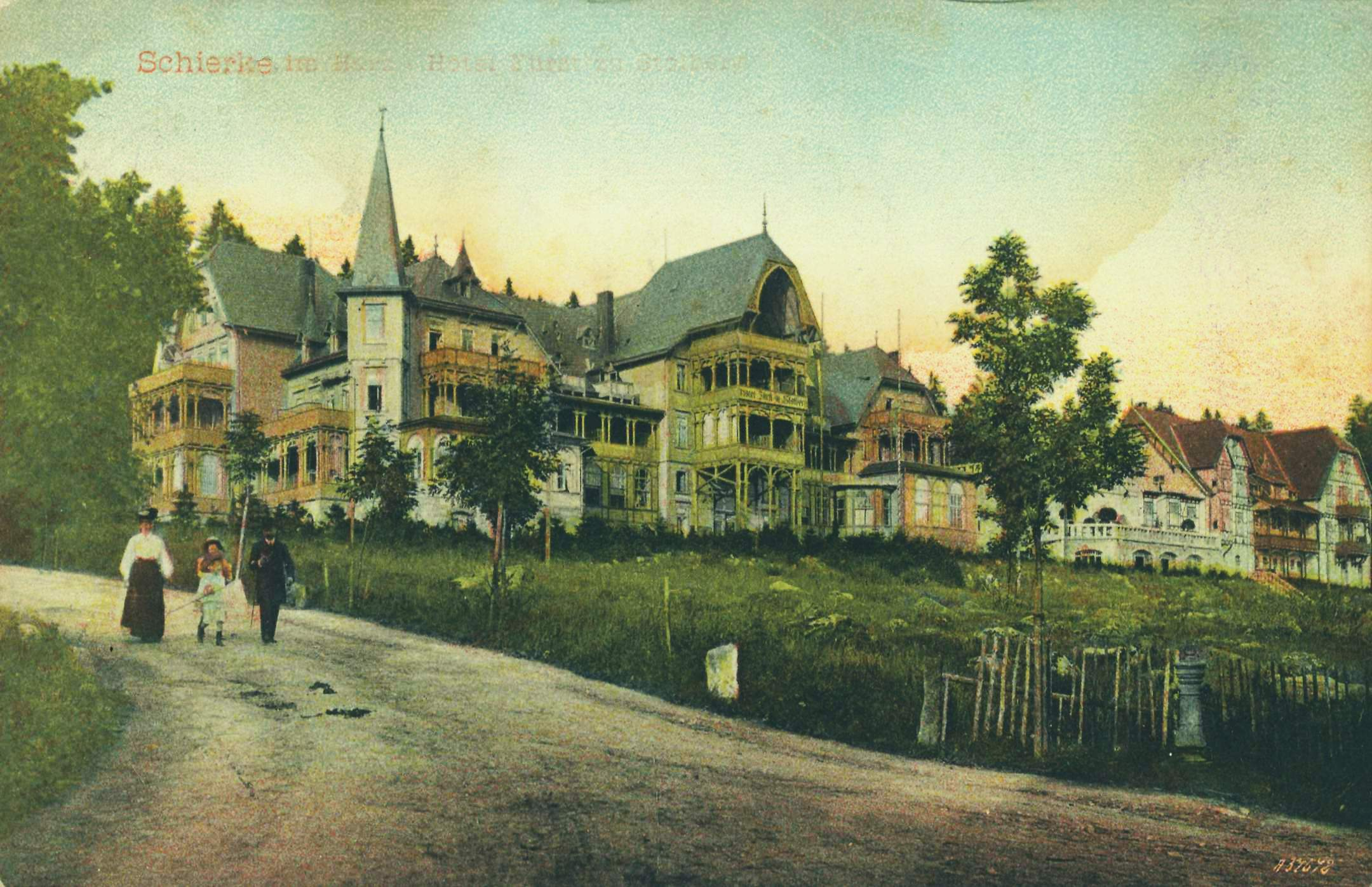
L'hôtel Fürst zu Stolberg, vers l'an 1900

Avec l'arrivée du chemin de fer du Brockenbahn, en 1898, débuta l'ère du tourisme. Jusqu'à la Seconde Guerre mondiale, beaucoup d'hôtels de luxe et villas splendides marquèrent Schierke, « la ville de Saint-Moritz du Nord », fréquentées par de nombreuses personnalités. Après la guerre, la localité se trouvait en Allemagne de l'Est (RDA) et les hôtels furent remplacées par des centres de vacances, gérés par le syndicat des salariés FDGB comme un « lieu de repos pour les travailleurs ». De nombreux bâtiments étaient abandonnés et tombèrent en ruines. Depuis la réunification allemande on voit un amorce de renouveau dans la région touristique.